# Campionati europei di atletica leggera 1934 - 800 metri piani
I 800 metri piani maschili ai campionati europei di atletica leggera 1934 si sono svolti tra l'8 ed il 9 settembre 1934.

## Podio
| Oro     | Miklós Szabó Ungheria       |
| Argento | Mario Lanzi Italia          |
| Bronzo  | Wolfgang Dessecker Germania |

## Risultati

### Semifinali
Passano alla finale i primi tre atleti di ogni batteria (Q).

#### Semifinale 1
| Posizione | Nome          | Nazionalità | Tempo  | Note |
| --------- | ------------- | ----------- | ------ | ---- |
| 1         | Erik Wennberg | Svezia      | 1'58"7 | Q    |
| 2         | Miklós Szabó  | Ungheria    | 1'58"9 | Q    |
| 3         | Pierre Hemmer | Lussemburgo | 1'59"1 | Q    |
| 4         | Ademar Jürlau | Estonia     | 1'59"2 |      |

#### Semifinale 2
| Posizione | Nome                | Nazionalità    | Tempo  | Note |
| --------- | ------------------- | -------------- | ------ | ---- |
| 1         | Wolfgang Dessecker  | Germania       | 1'57"0 | Q    |
| 2         | Kazimierz Kucharski | Polonia        | 1'57"5 | Q    |
| 3         | Jean Keller         | Francia        | 1'57"6 | Q    |
| 4         | Evzen Rosický       | Cecoslovacchia | 1'57"8 |      |

#### Semifinale 3
| Posizione | Nome             | Nazionalità | Tempo  | Note |
| --------- | ---------------- | ----------- | ------ | ---- |
| 1         | Mario Lanzi      | Italia      | 1'51"8 | Q    |
| 2         | Eric Ny          | Svezia      | 1'53"0 | Q    |
| 3         | Raymond Petit    | Francia     | 1'55"3 | Q    |
| 4         | Georg Puchberger | Austria     | 1'57"0 |      |

### Finale
| Pos.    | Nome                | Nazionalità | Tempo        | Note             |
| ------- | ------------------- | ----------- | ------------ | ---------------- |
| Oro     | Miklós Szabó        | Ungheria    | 1'52"0       | Record nazionale |
| Argento | Mario Lanzi         | Italia      | 1'52"0       |                  |
| Bronzo  | Wolfgang Dessecker  | Germania    | 1'52"2       |                  |
| 4       | Eric Ny             | Svezia      | 1'52"4       |                  |
| 5       | Erik Wennberg       | Polonia     | 1'53"1       |                  |
| 6       | Kazimierz Kucharski | Polonia     | 1'53"4       | Record nazionale |
| 7       | Raymond Petit       | Francia     | 1'54"0       |                  |
| 8       | Pierre Hemmer       | Lussemburgo | 1'55"8       | Record nazionale |
| 9       | Jean Keller         | Francia     | Nessun tempo |                  |